# Застава Азербејџана
Застава Азербејџана састоји се из три једнака хоризонтална поља плаве (горња), црвене и зелене боје. Бели полумесец и осмокрака звезда налазе се на средини црвеног поља. Осам кракова представљају осам грана турских народа. Плаво поље је боја Турака, зелена представља ислам а црвена представља прогрес. Званичне боје и величина заставе прихваћене су 5. фебруара 1991. године. Ранија верзија ове заставе била је застава Азербејџанске Демократске Републике. Та застава имала је много већи полумесец који се налазио ближе јарболу. Коришћена је док Азербејџан није инкорпориран у састав СССР-а, када су прихваћене нова застава Азербејџанске ССР и читавог СССР-а. 
- 7.12.1918
- 1919

## Галерија
- Застава Азербејџана
(1918–1920)
- Застава Азербејџанске ССР
(1920–1921)
- Застава Азербејџанске ССР
(1921–1922)
- Застава Азербејџанске ССР
(1937–1940)
- Застава Азербејџанске ССР
(1940–1952)
- Застава Азербејџанске ССР
(1952–1990)